# Édouard de Carteret (1630-1703)
Ne doit pas être confondu avec Édouard de Carteret (1665-1682).
Édouard de Carteret, né en 1630 au manoir de Saint-Ouen, sur l'île de Jersey et mort en 1703, est un bailli de Jersey.

## Biographie
Édouard de Carteret était le frère cadet de Philippe de Carteret III qui fut bailli de Jersey de 1661 à 1662. Il était issu de la puissante famille Carteret d'origine normande.
En 1649, lors de la visite du futur roi Charles II d'Angleterre à Jersey, Édouard est devenu l'ami du jeune frère de Charles II, le duc d'York et futur roi Jacques II d'Angleterre. L'Angleterre est en pleine Guerre civile anglaise. Édouard et Jacques suivent leur famille princière à la suite de George Carteret à Paris. 
En 1660, après la Restauration, qui permet le retour à Londres du roi Charles II. Édouard de Carteret revient sur son île Anglo-Normande.
Le roi Charles II lui accorda comme récompense, en raison des services rendus durant l'exil royal en France et sa fidélité à la Couronne, la propriété des perquages (chemins sanctuaires reliant les églises paroissiales à la côte) par lettres patentes le 30 mai 1663. Édouard vendit une grande partie de ces bandes de terre aux propriétaires des terrains adjacents, mais en donna aussi aux églises paroissiales.
En 1665 et 1666, il fut choisi comme député de Jersey auprès du Conseil privé à Londres. Le 30 mai 1668, il a été assermenté à titre de vicomte, mais a continué à agir comme échanson du futur roi Jacques II à Londres.
En 1694, à la suite du décès du bailli Philippe de Carteret IV, le roi Guillaume III d'Angleterre nomma Édouard de Carteret bailli de Jersey afin de permettre au fils de Philippe de Carteret IV, Charles de Carteret de devenir majeur et pouvoir prétendre à la fonction de bailli.
Édouard de Carteret présida par deux fois les États de Jersey, en 1694, et à nouveau en 1697, malgré son éloignement régulier de Saint-Hélier au profit de Londres.
À sa mort, en 1703, il fut remplacé par Charles de Carteret comme bailli de Jersey.